# Émilie Valantin
Émilie Valantin, née en 1940 à Lyon, est une metteuse en scène et marionnettiste française.

## Biographie
Émilie Valantin est née à Lyon en 1940. Elle découvre la marionnette à partir de 1973 aux côtés de Mireille Antoine et Robert Bordenave. En 1975, elle créé sa compagnie Petit théâtre du Fust, du nom du quartier de Montélimar où elle est installée, renommée simplement Théâtre du Fust en 1978 puis rebaptisée Compagnie Émilie Valantin en 2009 et alors relocalisée au Teil. En 1996, elle présente Un Cid dans la programmation officielle du festival d'Avignon,. En 1999, elle créé pour le festival d'Avignon Qui t'a rendu comme ça ?, à partir de textes de Roberto Arlt, interprété par Jean Sclavis, Jacques Bourdat et cinq élèves de l'ENSATT dont Audrey Fleurot. En 2008, Le Théâtre des Célestins à Lyon lui demande de créer un spectacle pour fêter le bicentenaire du personnage de Guignol, ayant pour titre Les Embiernes commencent. La même année, la Comédie-Française fait appel à elle pour mettre en scène Vie du grand Dom Quichotte et du gros Sancho Pança, version parodique de Don Quichotte écrite par António José da Silva,.

## Théâtre
- 1979 : Ariane et Barbe-Bleue de Maurice Maeterlinck, conception Émilie Valantin
- 1985 : Gayant, histoire secrète d'un géant d’Émilie Valantin, mise en scène Émilie Valantin
- 1992 : La Disparition de Pline de Clément Rosset, mise en scène Émilie Valantin
- 1994 : J'ai gêné et je gênerai d'après Daniil Harms, mise en scène Émilie Valantin
- 1995 : Castelets en jardins , conception Émilie Valantin
- 1996 : Un Cid d'après Pierre Corneille, mise en scène Émilie Valantin, Théâtre du Fust, Espace Malraux de Chambéry et festival d'Avignon
- 1996 : Castelets en jardins et Florilèges 95 et 96 d'après Vassilis Alexakis, conception Émilie Valantin
- 1998 : Raillerie, satire, ironie et signification profonde de Christian Dietrich Grabbe, mise en scène Émilie Valantin
- 1999 : Qui t'a rendu comme ça ? de Roberto Arlt, mise en scène Émilie Valantin
- 2001 : L'Homme mauvais d’Émilie Valantin, mise en scène Émilie Valantin
- 2003 : Merci pour elles d'après Roberto Arlt, mise en scène Émilie Valantin
- 2004 : Philémon et Baucis, musique Joseph Haydn, mise en scène Émilie Valantin
- 2004 : Emprise de tête de Jean Sclavis et Émilie Valantin, mise en scène Jean Sclavis et Émilie Valantin
- 2006 : Les Fourberies de Scapin d'après Molière, mise en scène Émilie Valantin
- 2007 : Les Embiernes commencent, mise en scène Émilie Valantin
- 2008 : Vie du grand dom Quichotte et du gros Sancho Pança, mise en scène et en marionnettes Émilie Valantin, Comédie-Française
- 2009 : La Courtisane amoureuse de Jean de La Fontaine, mise en scène Émilie Valantin
- 2010 : Gribouille d'après George Sand, mise en scène Émilie Valantin
- 2011 : Tours et détours, mise en scène Pierre Saphores et Jean Sclavis, mise en marionnettes Émilie Valantin
- 2012 : Le Castelet des scriptophages de François Bégaudeau, Jeanne Benameur, Lancelot Hamelin, Thierry Illouz, Marie Nimier, Franck Pavloff, Alan Payon et Julie Rossello-Rochet, mise en scène Émilie Valantin
- 2012 : La Bosse du théâtre, mise en scène Émilie Valantin
- 2012 : Seigneur Riquet et Maître Haydn d'après Charles Perrault, mise en scène Émilie Valantin
- 2013 : Faust et usages de Faust Christopher Marlowe, Johann Wolfgang von Goethe et Honoré de Balzac, adaptation Jean Sclavis et Émilie Valantin
- 2014 : Peau d'ours d'après Les Frères Grimm, mise en scène Émilie Valantin
- 2015 : Molière x 3, mise en scène Émilie Valantin
- 2016 : La Servante maîtresse, musique Jean-Baptiste Pergolèse, mise en scène Émilie Valantin et Jean Sclavis
- 2016 : L'Ours et le Roitelet d'après Les Frères Grimm, mise en scène Émilie Valant et Jean Sclavis
- 2017 : Apothéose du fait divers d'après Pierre Bellemare, mise en scène Émilie Valantin
- 2018 : Les Contes de ma mère l'Oye d'après Charles Perrault, mise en scène Émilie Valantin et Jean Sclavis

## Distinctions
- Prix du syndicat de la critique 2008 : meilleur créateur d'élément scénique pour Les Fourberies de Scapin
- 2008 : Nommée pour le Molière de la compagnie pour Les Fourberies de Scapin
- 2013 : Lauréate du prix Plaisir du théâtre